# (73107) 2002 GL26
(73107) 2002 GL26 – planetoida z pasa głównego asteroid okrążająca Słońce w ciągu 3,38 lat w średniej odległości 2,25 j.a. Odkryta 14 kwietnia 2002 roku.